# Kine Exakta
Die Kine Exakta ist eine Kleinbildkamera. Hergestellt wurde sie von der Firma Ihagee in Dresden. Der Kine Exakta kommt die Rolle der ersten in Serie produzierten einäugigen Kleinbildspiegelreflexkamera zu. Sie ist damit ein Meilenstein in der Entwicklung der Fotografie. Produziert wurde sie in mehreren Varianten zwischen 1936 und 1949.

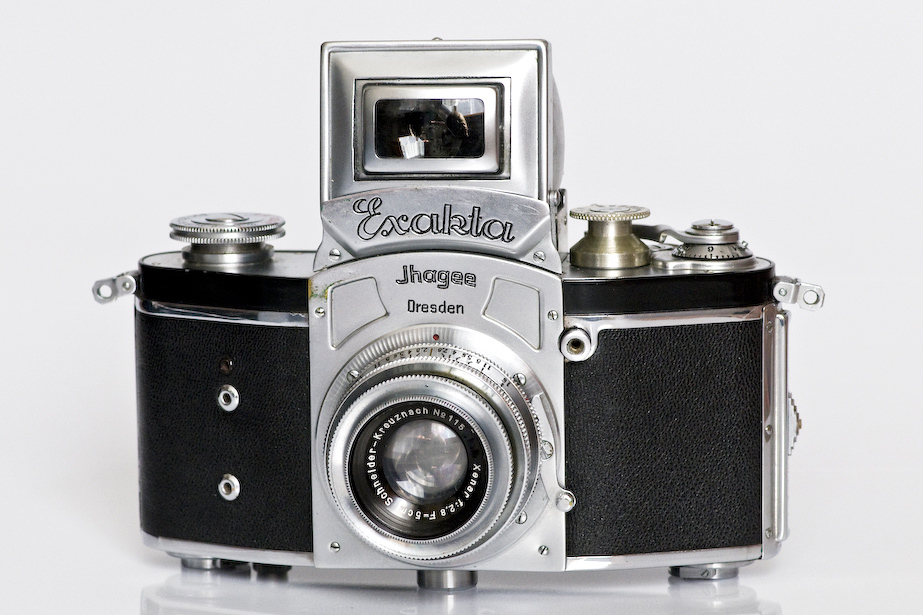
Kine Exakta Typ 3 Baujahr 1938, mit Befestigungsgewinde für die Blitzleuchte

## Geschichte
Spiegelreflexkameras sind schon seit dem ausgehenden neunzehnten Jahrhundert bekannt gewesen. Nach Aufkommen der Kleinbildfotografie ab 1925 schien es jedoch zunächst aufgrund des kleinen Sucherbildes unmöglich, Kameras für ein solch kleines Format als Spiegelreflexkamera auszuführen. Karl Nüchterlein, Konstrukteur bei Ihagee in Dresden hatte zunächst eine Spiegelreflex für das Format 4 × 6½ cm auf Rollfilm A8 (vermarktet als Exakta oder Standard-Exakta) konstruiert. Aus dieser Kamera leitete er eine Kleinbildkamera ab, deren Mattscheiben-Oberseite konvex gewölbt war, um das Licht des Mattscheibenbildes zum Auge des Fotografes zu lenken und damit insgesamt heller zu machen. Mit einer zusätzlichen, einschwenkbaren Lupe im Lichtschacht wurde das Sucherbild soweit vergrößert, dass man es zum Einstellen der Bildschärfe benutzen konnte.

## Technisches
Die Kamera verfügt über ein trapezförmig ausgeführtes Gußgehäuse mit verschraubter Filmbahn und einer abnehmbaren Rückwand.
Der Kameraverschluss ist als Tuchschlitzverschluss mit zwei Gewebetüchern ausgeführt und kann Belichtungszeiten von 1/1000 Sekunde bis zu vollen 12 Sekunden realisieren. Darüber hinaus gibt es einen Selbstauslöser mit Zeiten bis zu sechs Sekunden.

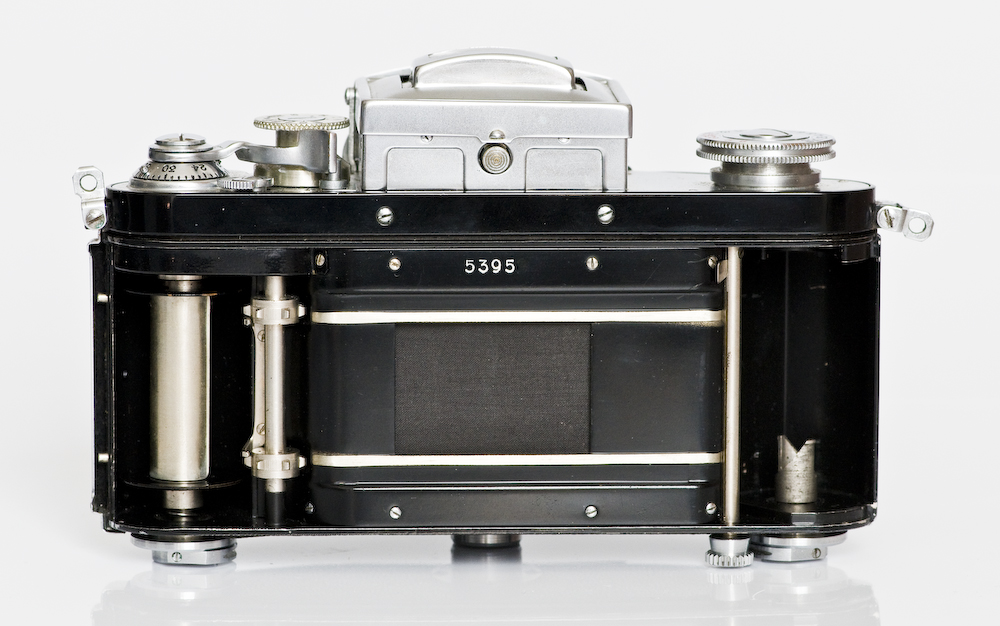
Rückansicht der Kamera mit geöffneter Rückwand

An der Kameraoberseite ist links des zentral gelegenen Lichtschachtes der Zeiteinstellknopf für die kurzen Belichtungszeiten von 1/1000 Sekunde bis 1/25 Sekunde plus B und Z (T) gelegen, daneben der Schnellschalthebel und unter diesem das Bildzählwerk. Ein Schnellschalthebel taucht hier das erste Mal bei einer Kleinbildkamera auf. Zwischen dem Zeiteinstellknopf und dem Schnellschalthebel befindet sich der Hebel, mit dem der Filmtransport aufgehoben wird, um den Film in sein Gehäuse zurückspulen zu können. Auf der rechten Kameraseite befindet sich der Einstellknopf für die langen Belichtungszeiten, sowie für die Selbstauslöserfunktion.

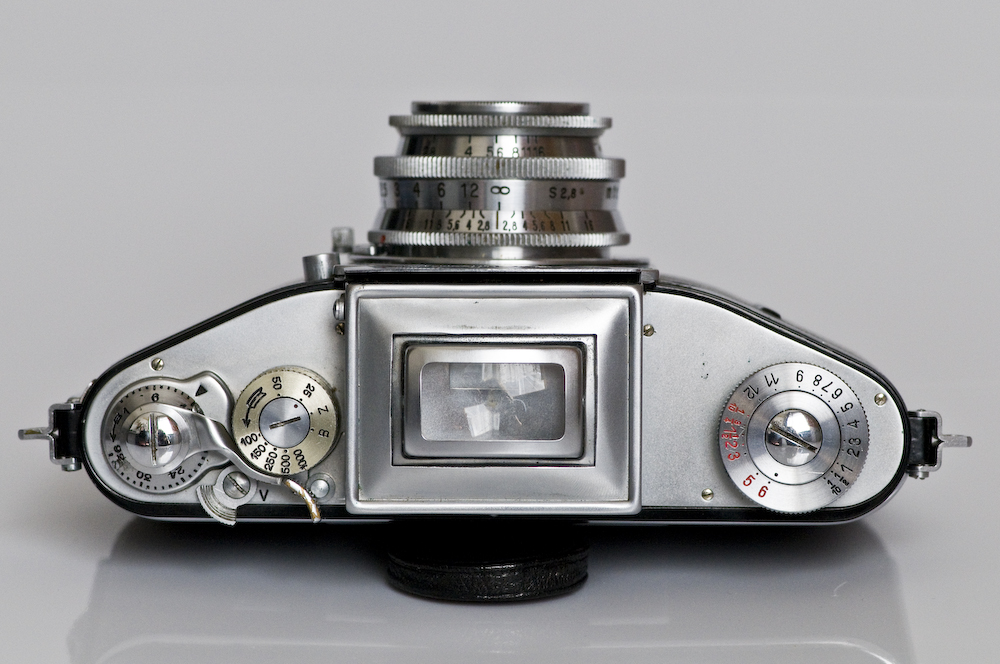
Deckkappe mit den Bedienelementen

An der Kameravorderseite findet man in Fotografierrichtung links vom Objektiv den Auslöser und rechts findet man den Anschluss für Blitzlampen.
Die Objektivaufnahme ist als Schnellwechselbajonett ausgeführt.

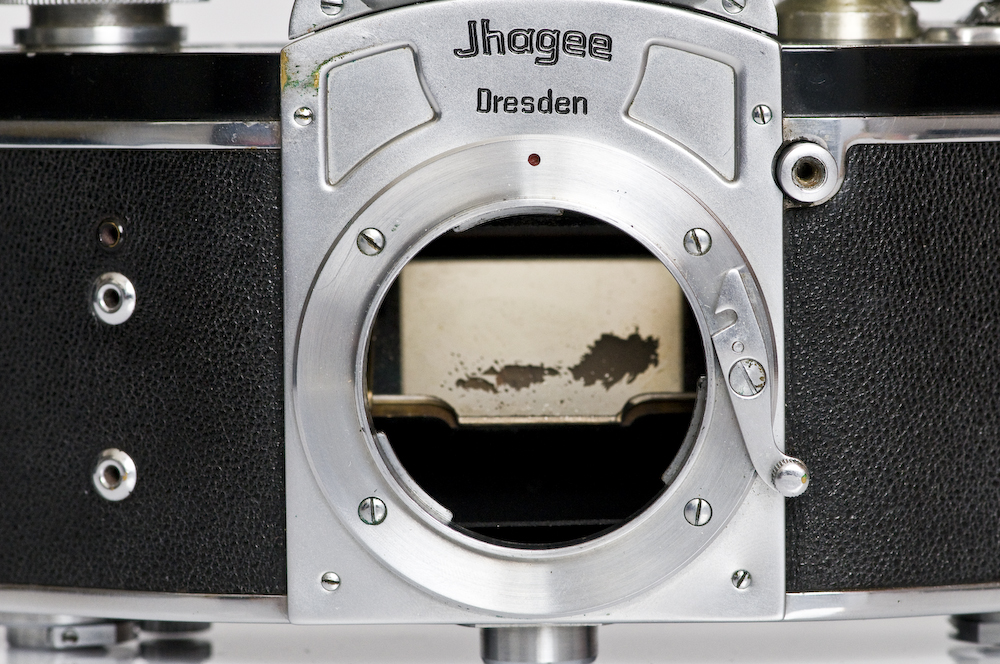
Objektivbajonett; links Blitzanschluss, rechts Auslöser

An der Kameraunterseite findet sich zentral das Stativgewinde, sowie beidseitig davon an den Kameraaußenseiten Filmschlüssel. Damit wird beispielsweise das Zurückspulen des belichteten Filmes durchgeführt. Auf der rechten Seite befindet sich der Knopf der zum Filmschneidemesser gehört, damit kann der Film vorzeitig abgeschnitten werden und der bereits belichtete Filmteil kann der Entwicklung zugeführt werden.
Der Sucher ist als Lichtschacht ausgeführt, der sich zum Transport zusammenlegen lässt und dann den Auslöser sperrt. Die Mattscheibe in Gestalt eines 30 mm dicken Glasblocks ist an ihrer Oberseite als Lupe ausgeführt und vergrößert somit bereits das Sucherbild.
Oberhalb dieses Glasblocks gibt es eine zusätzliche Lupe zur weiteren Vergrößerung des Sucherbildes, die bei Bedarf eingeschwenkt werden kann. Diese befindet sich an der Vorderseite des Lichtschachtgehäuses und gibt im eingeschwenkten Zustand einen Sportsucher ab. Bei den ersten Kameras war diese Lupe rund ausgeführt und vergrößerte nur das Zentrum der Mattscheibe, deckte den Rest allerdings ab. Später wurde dies in eine eckige Lupe geändert. Dies war auch einfach nachträglich möglich, so finden sich heute nur noch wenige originale Kameras.
Der oberflächenversilberte Spiegel verblieb nach der Aufnahme in seiner oberen Position und wurde erst beim Weitertransport des Filmes wieder in Gebrauchsstellung geschwenkt.
Die Objektivblende wurde nicht durch die Kamera ausgelöst, wie es heute gang und gäbe ist, sondern musste von Hand auf den gewünschten Wert geschlossen werden.

## Wertung
Der Kine Exakta kommt die Rolle der ersten in Serie produzierten einäugigen Kleinbildspiegelreflexkamera zu. Was ihre Rolle als erste einäugige Kleinbildspiegelreflexkamera überhaupt angeht, so ist die Lage unklar. Auf diesen Titel erhebt auch die russische „Sport“ einen Anspruch. Man kann sie allerdings getrost als den Urtyp aller heutigen einäugigen Spiegelreflexkameras sehen, vereint sie doch alle Merkmale der modernen Kameras wie Bajonettanschluss oder Schnellschalthebel.